# سیارک ۱۱۶۰۵
سیارک ۱۱۶۰۵ (به انگلیسی: 11605 Ranfagni، نامگذاری:1995UP6) یازده هزار و ششصد و پنجمین سیارک کشف شده‌است که در ۱۹ اکتبر ۱۹۹۵ کشف شد.
قدر مطلق سیارک برابر ۱۴٫۱۰ است.